# 다쿠마역
다쿠마역(일본어: 詫間駅 타쿠마에키[*])은 일본 가가와현 미토요시에 있는 시코쿠 여객철도 요산선의 역이다. 역 번호는 Y14이며, 섬식 승강장 1면 2선을 가진 지상역이자 역원이 배치되는 철도 역사이다.

## 타는 곳
| 1 | ■ 요산 선 | (상행) | 다도쓰 · 마루가메 · 다카마쓰 · 오카야마 방면 |
| 2 | ■ 요산 선 | (하행) | 다카세 · 간온지 · 이요사이조 · 마쓰야마 방면 |

## 이용 현황
| 연도     | 하루 평균 승차 인원 |
| 2008년도 | 968명               |
| 2009년도 | 938명               |
| -------- | ------------------- |

## 역 주변
- 다쿠마 항
- 다쿠마 스테이션 호텔

## 인접 정차역
| 시코쿠 여객철도 요산선          | 시코쿠 여객철도 요산선       | 시코쿠 여객철도 요산선  |
| ------------------------------- | ---------------------------- | ----------------------- |
| (임) 쓰시마노미야 다카마쓰 방면 | 특급 · 쾌속 '선 포트' · 보통 | 미노 Y 15 마쓰야마 방면 |